# 阿爾克萊 (內華達州)
阿爾克萊（英語：Alkali）是位於美國內華達州埃斯梅拉達縣的鬼鎮。

## 地理
阿爾克萊所處的海拔為高於海平面1524米（即5000英呎），而該地所採用的時區為UTC-8，即太平洋时区（PST）。同時該地設有夏令時間，為UTC-8調快一小時，即UTC-7（PDT）。